# Treron chloropterus
Treron chloropterus là một loài chim trong họ Columbidae.